# Mésorégion des sertões du Ceará
 (février 2025).
Si vous disposez d'ouvrages ou d'articles de référence ou si vous connaissez des sites web de qualité traitant du thème abordé ici, merci de compléter l'article en donnant les références utiles à sa vérifiabilité et en les liant à la section « Notes et références ».
La mésorégion des sertões cearenses est l'une des 7 mésorégions de l'État du Ceará, au Brésil. Elle regroupe 30 municipalités groupées en 4 microrégions.

## Données
La région compte 841 881 habitants pour 46 251 km2.

## Microrégions[1]
La mésorégion des sertões cearenses est subdivisée en 4 microrégions :
- Sertão de Cratéus
- Sertão de Inhamuns
- Sertão de Quixeramobim
- Sertão de Senador Pompeu